# Ossi Oswalda
Ossi Oswalda (2 de febrer de 1899 - 1 de gener de 1948), nascuda Oswalda Stäglich a Niederschönhausen (avui a Berlín), fou una actriu alemanya, que treballà principalment en pel·lícules mudes. Va rebre el sobrenom La Mary Pickford alemanya a causa de la seva popularitat a l'època.

## Carrera
Oswalda es va formar com a ballarina i com a tal entrà a trebalar en un teatre de Berlín. Va fer el seu debut cinematogràfic a la pel·lícula de Richard Oswald Nächte des Grauens (Nit de terrors) abans de ser descoberta per l'actor i guinista Hanns Kräly, que la va recomanar al director Ernst Lubitsch. A l'inici de la seva carrera, actuà en films de Lubitsch, entre ells The Merry Jail, I Don't Want to Be a Man, The Oyster Princess i The Doll. Ja en aquesta època aconseguí la gran popularitat que li guanyà el sobrenom 'La Mary Pickford alemanya'.
El 1921, Oswalda va fundar la seva pròpia companyia productora amb el seu marit d'aleshores, el baró Gustav von Koczian. Tanmateix, en els quatre anys següents només van produir quatre films, tots protagonitzats per ella. A partir de 1925, treballà contractada per Ufa.
La carrera d'Oswalda es va esvanir amb l'era del cinema mut. Només va actuar en dues pel·lícules sonores, essent la seva darrera aparició a la pantalla el 1933 a The Star of Valencia. En deixar el cinema, es dedicà al teatre. Més tard, el 1943, va escriure l'argument per a la pel·lícula txecoslovaca Čtrnáctý u stolu. Oswalda va morir en la misèria a Praga, a l'edat de 48 anys.

## Filmografia

### Cinema mut
| - Nächte des Grauens (1916) - Shoe Palace Pinkus (1916) - Der Hilferuf, 1916 - Leutnant auf Befehl, 1916 - Der Tod auf Zeche Silva, 1916 - Der G.m.b.H.-Tenor, 1916 - Das Fidele Gefängnis (The Merry Jail), 1917) - Ossi's Tagebuch, 1917 - When Four Do the Same (1917) - Prinz Sami, 1917 - Dem Licht entgegen, 1918 - Das Mädel vom Ballett (The Ballet Girl), 1918 - Der Rodelkavalier, 1918 - Ich möchte kein Mann sein (I Don't Want to Be a Man), 1918 - Das Schwabemädle, 1918 - My Wife, the Movie Star (1919) - Das Mädchen aus dem Wilden Westen, 1919 - Das Millionenmädel, 1919 - Meyer from Berlin (1919) - Die Austernprinzessin (The Oyster Princess), 1919 - Die Puppe (The Doll), 1919 - Hundemamachen, 1919 - Die Wohnungsnot, 1919 | - Kakadu und Kiebitz, 1920 - Putschliesel, 1920 - Ein Weihnachtsfilm für Grosse, 1924 - Colibri (1924) - Niniche (1925) - Express Train of Love (1925) - The Girl with a Patron (1925) - The Adventure of Mr. Philip Collins (1925) - Gräfin Plättmamsell, 1926 - Die Fahrt ins Abenteuer (The Wooing of Eve), 1926 - Darling, Count the Cash (1926) - The Little Variety Star (1926) - The Girl on a Swing (1926) - A Crazy Night (1927) - Floretta and Patapon (1927) - Es zogen drei Burschen, 1927 - The Weekend Bride (1928) - Eddy Polo mit Pferd und Lasso, 1928 - The House Without Men (1928) - Ossi hat die Hosen an (Sir or Madam), 1928 - Der Dieb im Schlafcoupée, 1929 - The Fourth from the Right (1929) |

### Cinema sonor
- Josef the Chaste (1930)
- Der Stern von Valencia (The Star of Valencia), 1933